# Persoonia laurina
Persoonia laurina (лат.) — кустарник, вид рода Персоония (Persoonia) семейства Протейные (Proteaceae), эндемик штата Новый Южный Уэльс в Австралии. Кустарник до 2 м высотой, встречается в лесу склерофитов, жёлтые цветы появляются в конце весны.

## Ботаническое описание
Persoonia laurina — прямостоячий или раскидистый кустарник высотой от 0,2 до 2 м. Молодые побеги покрыты густыми серыми или ржаво-коричневыми волосками. Цветение происходит с ноября по январь. У сеянцев есть только два семядольных листа, в отличие от многих представителей этого рода, у которых их больше.

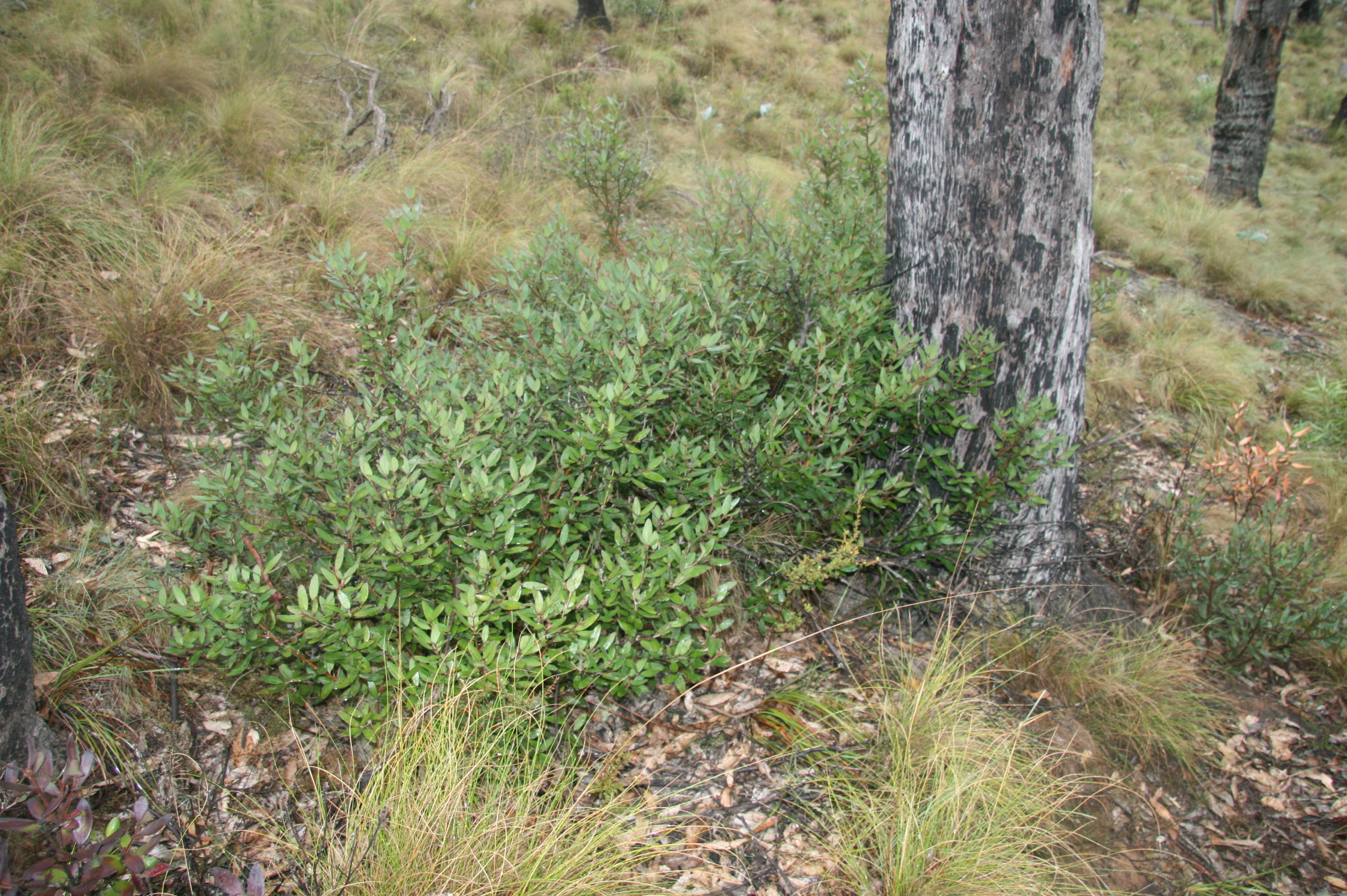
Общий вид подвида Persoonia laurina leiogyna
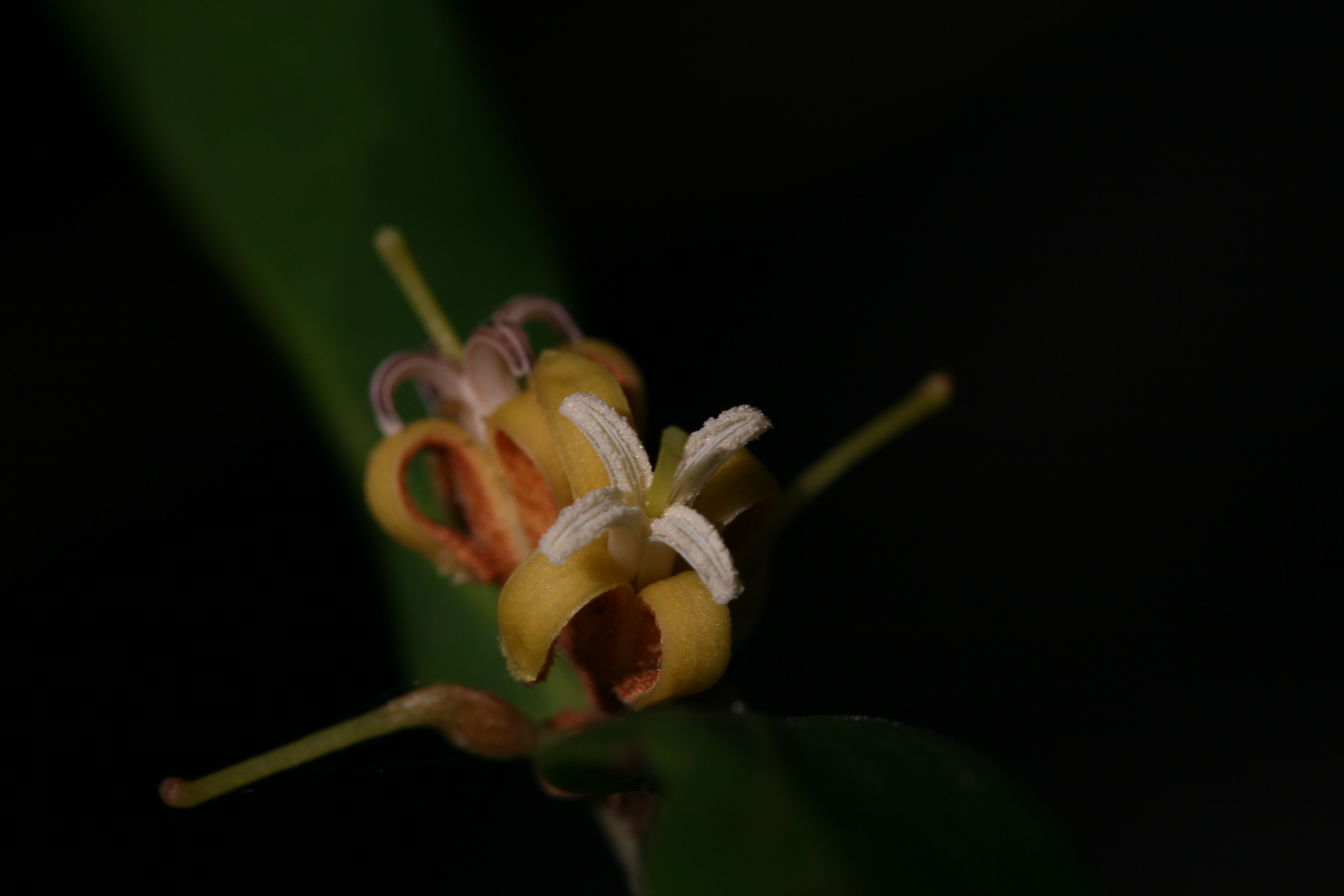
Цветок
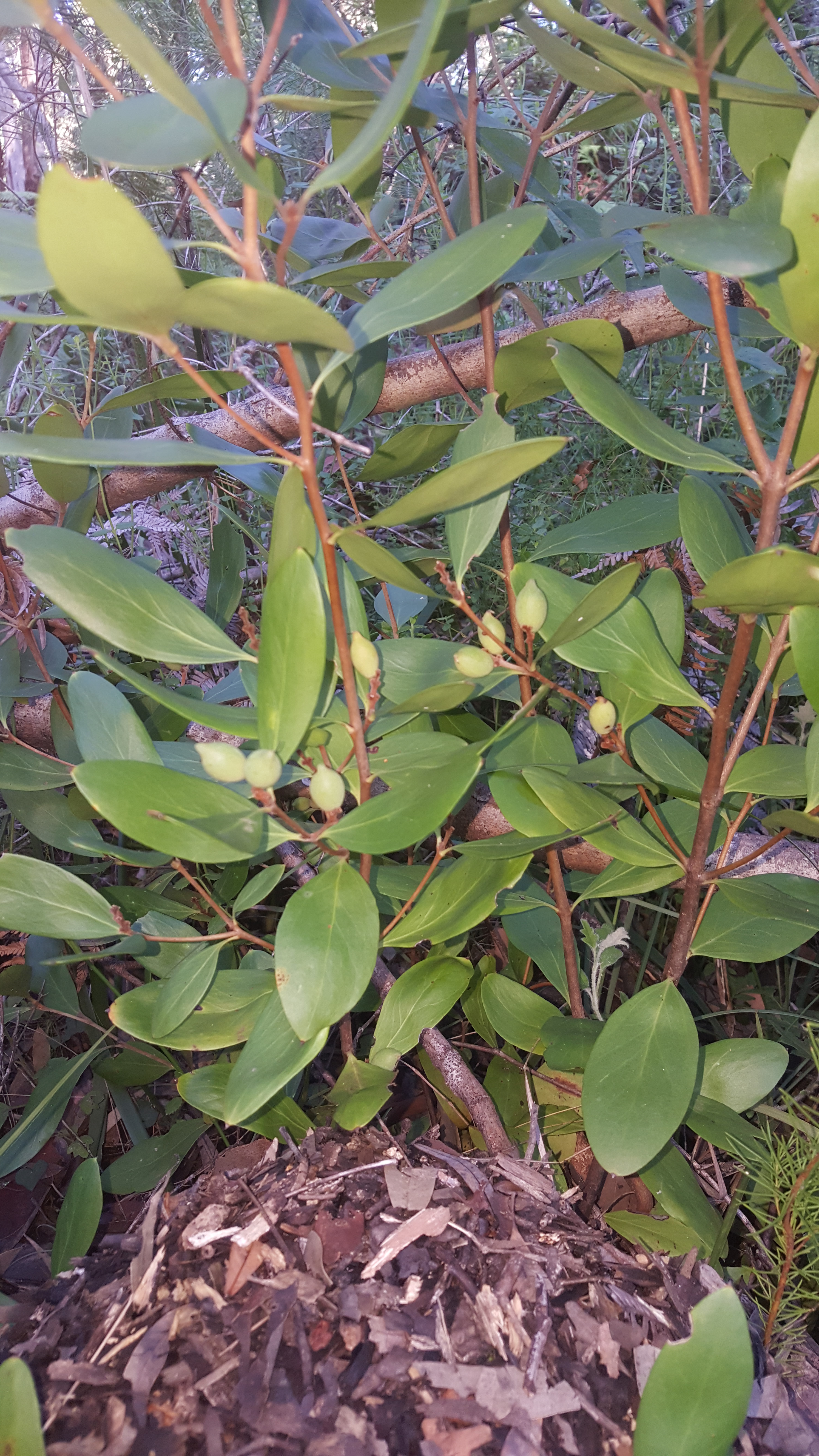
Листья и плоды

## Таксономия
P. laurina была одним из пяти видов, описанных Христианом Гендрихом Персоном в его работе 1805 года Synopsis Plantarum из материалов, собранных Джоном Уайтом в 1793 и 1794 годах. Видовое название — от латинского laurus, «лавр» отсылает к сходству с последним, «лавровый». Джеймс Эдвард Смит описал этот вид как ржавую персонию Persoonia ferruginea в своей книге 1805 года Exotic Botany. Садовод Джозеф Найт использовал имя Смита в своей спорной работе 1809 года «О выращивании растений, принадлежащих к естественному отряду Proteeae», как и Роберт Броун в своей работе 1810 года Prodromus Florae Novae Hollandiae et Insulae Van Diemen. Броун также признал, что эти два названия принадлежали к одному виду.
В 1870 году Джордж Бентам опубликовал первую внутриродовую организацию Persoonia в пятом томе своей знаменитой Flora Australiensis. Он разделил род на три части, поместив P. ferruginea в P. sect. Amblyanthera.
В пределах рода P. laurina классифицируется в группе Laurina, группе из трёх видов из юго-восточной Австралии, у которых есть лигнотубер.
Различают три подвида: Persoonia laurina leiogyna, P. laurina laurina и P. laurina intermedia. Впервые зарегистрированные как отдельные в 1981 году, они были официально описаны как подвиды в 1991 году австралийскими ботаниками Лоренсом Джонсоном и Питером Уэстоном из Гербария Нового Южного Уэльса.

## Экология
Все три подвида Persoonia laurina регенерируют после лесных пожаров от лигнотубера. Подвид Persoonia laurina laurina, по оценкам, имеет продолжительность жизни от 50 до 100 лет.

## Культивирование и использование
Кора традиционно использовалась аборигенами для замачивания лески и её укрепления. Плоды употреблялись в пищу коренными жителями полуострова Бикрофт, хотя и не так высоко ценились, как плоды P. lanceolata.
P. laurina — привлекательное растение с садоводческим потенциалом. Оно требует хорошо дренированной кислой почвы, растёт как на солнце, так и в полутени. Вид морозоустойчив. Однако, видимо, вид недолговечен в культуре, так как растения в Ботанических садах Маунт-Аннан выживают максимум шесть лет после посадки. Хотя вид трудно размножать семенами, его легче размножать черенками новых побегов.